# Dexia abzoe
Dexia abzoe är en tvåvingeart som först beskrevs av Walker 1849.  Dexia abzoe ingår i släktet Dexia och familjen parasitflugor. Inga underarter finns listade i Catalogue of Life.